# Direito romano

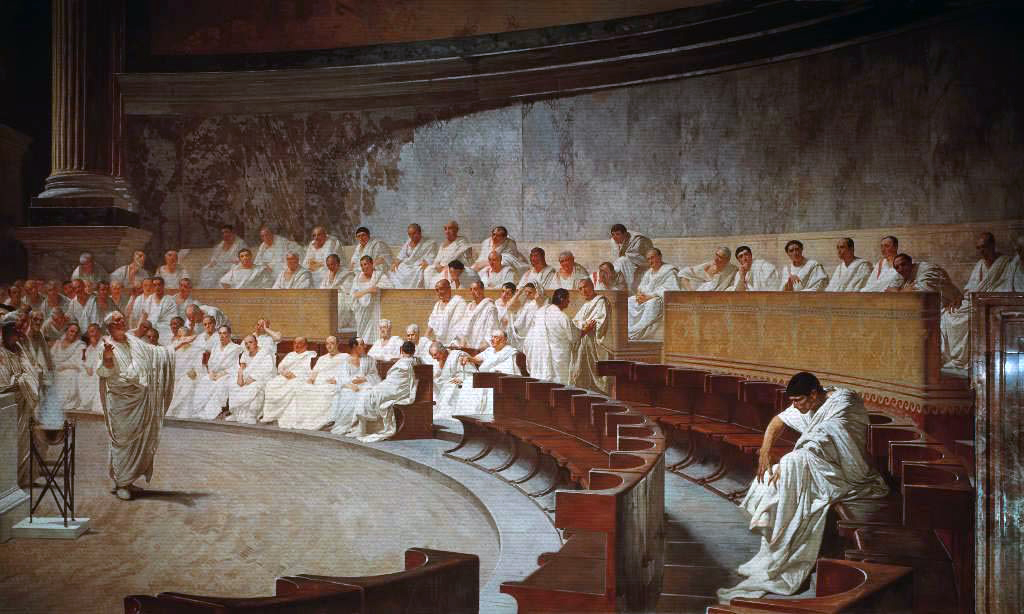
Cícero denuncia Catilina, afresco de Cesare Maccari de 1889.

Direito romano é um termo histórico-jurídico que se refere, originalmente, ao conjunto de regras jurídicas observadas na cidade de Roma e, mais tarde, ao corpo de direito aplicado ao território do Império Romano e, após a queda do Império Romano do Ocidente em 476 d.C., ao território do Império Romano do Oriente. Mesmo após 476, o direito romano continuou a influenciar a produção jurídica dos reinos ocidentais resultantes das invasões bárbaras, embora um seu estudo sistemático no ocidente pós-romano esperaria a chamada redescoberta do Corpo de Direito Civil pelos juristas italianos no século XII.
Em termos gerais, a história do direito romano abarca mais de mil anos, desde a Lei das Doze Tábuas (Lex Duodecim Tabularum; 449 a.C.) até o Corpo de Direito Civil por Justiniano I (c. 530 d.C.).
Os historiadores do direito costumam dividir o direito romano em fases. Um dos critérios empregados para tanto é o da evolução das instituições jurídicas romanas, segundo o qual o direito romano apresentaria quatro grandes épocas:
- Época Arcaica (753 a.C. a 130 a.C.);
- Época Clássica (130 a.C. a 230 d.C.);
- Época Pós-Clássica (230 d.C. a 530 d.C.);
- Época Justiniana (530 d.C. a 565 d.C.).

A influência do direito romano sobre os direitos nacionais europeus é imensa e perdura até hoje. Uma das grandes divisões do direito comparado é o sistema romano-germânico, adotado por diversos Estados continentais europeus e baseado no direito romano. O mesmo acontece com o sistema jurídico em vigor em todos os países latino-americanos.

## Desenvolvimento

### O Período Arcaico
A época arcaica pode ser subdividida em duas subfases: a nacionalista (que vai de 753 a 242 a.C.), e a universalista (de 242 a 130 a.C.).
A fase nacionalista, conforme Xavier (2011) marca o início do ius civile, direito que se aplicava exclusivamente às relações entre romanos, e não aos estrangeiros.
A fase universalista, ainda segundo Xavier, caracterizou-se pela criação da magistratura do praetor peregrinus, o juiz encarregado de resolver problemas entre estrangeiros (os peregrinos) e entre estes e os romanos. Já na época arcaica, portanto, os romanos souberam se livrar de um direito exclusivamente personalista, para criar fórmulas e instrumentos de aplicação do direito aos estrangeiros, o que contribuiu em muito para a expansão das fronteiras de Roma e para a dominação de uma grande quantidade de povos estrangeiros.
No período arcaico fica evidente a ligação da religião com o direito, devido ao fato de os sacerdotes dos pontífices serem os aplicadores do direito, o que naturalmente evidencia o fato de a religião influenciar o direito. As leis eram criadas e legisladas pela Assembleia das Cúrias, que na época era composta por 30 chefes de famílias patrícias, no início o direito era costumeiro, sendo baseado nos principais costumes dos cidadãos mais influentes, ou seja, a plebe não tinha nenhuma garantia de seus direitos, que após realizar alguns movimentos, vê-se em 449 a.C. a Lei das Doze Tábuas.
Alguns entendem que as antigas raízes do direito romano provêm diretamente da religião etrusca, que enfatizava o ritualismo.

#### Lei das Doze Tábuas
É impossível apontar o momento exato da gênese do sistema jurídico romano. O primeiro texto legal, cujo conteúdo chegou até os dias de hoje com algum detalhe, é a Lei das Doze Tábuas, que data de meados do séc V a.C.
Ficou em vigor até à época do Justiniano. Foi regida a pedido dos plebeus que ignoraram os costumes em vigor na cidade. É considerada duvidosa pois perdeu-se. Não é um código e sim um conjunto de leis. A redação tendeu a resolver um certo número de conflitos entre plebeus e patrícios. Revela uma revolução do direito público e direito privado. 
Segundo os historiadores romanos, o tribuno da plebe C. Terentílio Arsa propôs que o direito fosse escrito de modo a evitar que fosse aplicado indiscriminadamente pelos magistrados patrícios. Após oito anos de lutas, os plebeus teriam convencido os patrícios a enviar uma delegação a Atenas para copiar as Leis de Sólon. Ademais, várias delegações foram enviadas a outras cidades da Grécia com propósitos semelhantes. Em 451 a.C., dez cidadãos romanos teriam sido selecionados para registrar as leis (decemviri legibus scribundis). Durante o período em que trabalharam, receberam o poder político supremo (imperium), enquanto que o poder dos magistrados foi cerceado. Em 450 a.C., os decênviros inscreveram as leis em dez tábuas (tabulae), mas seu trabalho foi considerado insuficiente pelos plebeus. Um segundo decenvirato teria então acrescentado duas tábuas, em 449 a.C.. A Lei das Doze Tábuas foi em seguida aprovada em assembleia.
Os estudiosos modernos tendem a descrer da exatidão dos historiadores romanos. Não creem, por exemplo, que um segundo decenvirato tenha acontecido. Pensam que o decenvirato de 451 a.C. incluiu os pontos mais controversos do direito consuetudinário e assumiu as principais funções públicas em Roma. Ademais, a questão da influência grega no direito romano primitivo é motivo de grande debate. Considera-se improvável que uma delegação tenha sido enviada à Grécia, como pensavam os romanos; é mais provável que a legislação grega tenha chegado a Roma por meio das cidades da Magna Grécia. O texto original das doze tábuas não foi preservado. Tudo indica que foi destruído quando os celtas tomaram Roma e a incendiaram, em 387 a.C..
Os fragmentos preservados mostram que não se tratava de um código legal no sentido moderno, pois as Doze Tábuas não pretendiam ser um sistema completo e coerente de todas as regras jurídicas aplicáveis. Na verdade, continham algumas disposições legais cujo propósito era alterar o direito consuetudinário da época. Embora contivessem disposições sobre todas as áreas do direito, predominavam as referentes ao direito privado e ao processo civil.

#### Conteúdo das leis das doze tábuas
Nas tábuas existiam leis relacionadas com o chamamento a juízo, julgamentos e furtos, direitos de crédito, delitos etc. Estas leis eram consideradas muito cruéis, pois tinham como direito tirar a vida de outra pessoa, por exemplo, na Tábua Segunda "Se o furto ocorre durante o dia e o ladrão é flagrado, que seja fustigado e entregue como escravo à vítima. Se é escravo, que seja fustigado e precipitado do alto da rocha Tarpeia".
Tábua quarta, "O pai terá sobre os filhos nascidos de casamento legítimo o direito de vida e de morte e o poder de vendê-los". É lícito notar que o pai era o sacerdote da casa, tendo com ele o poder de vida e de morte sobre o filho, outro fato importante na época também, era quando um filho nascia com algum problema físico, "É permitido ao pai matar o filho que nasce disforme, mediante o julgamento de cinco vizinhos". Os filhos eram pertencentes aos seus pais, a relação não era apenas de afeto, mas também de propriedade. Fica evidente o medo por encantamentos ou bruxarias, Tábua Sétima, "Aquele que fez encantamentos contra a colheita de outrem, ou a colheu furtivamente à noite antes de amadurecer ou a cortou depois de madura, será sacrificado a Ceres" Na Tábua Sétima pode-se ler também, "Se um quadrúpede causa qualquer dano, que seu proprietário indenize o valor desse dano ou abandone o animal ao prejudicado".

#### Primeiras leis
Ademais das Doze Tábuas, também são conhecidas dos primórdios do direito romano a Lei Canuleia (445 a.C., que permitia o casamento - ius connubii - entre patrícios e plebeus), as Leis Licínias Sêxtias (367 a.C.), que restringiam a posse de terras públicas - ager publicus - e exigiam que um dos cônsules fosse plebeu), a Lei Ogúlnia (300 a.C., que autorizava os plebeus a ocupar cargos sacerdotais) e a Lex Hortensia (287 a.C., pela qual as decisões das assembleias plebeias passavam a valer para todo o povo).
Outra lei importante do período republicano é a Lei Aquília, de 286 a.C., que regulava a responsabilidade civil. Entretanto, a maior contribuição de Roma à cultura jurídica europeia não foi a promulgação de leis bem redigidas, mas o surgimento de uma classe de juristas profissionais e de uma ciência do direito, por meio de um processo gradual de aplicação dos métodos da filosofia grega ao direito - um tema que os gregos jamais haviam tratado como ciência.

#### Primeiros doutrinadores
Tradicionalmente, as origens da ciência do direito em Roma relacionam-se com Cneu Flávio, quem teria publicado, em cerca de 300 a.C., os formulários com as palavras que deveriam ser ditas em juízo para que uma ação judicial tivesse início. Como, antes da época de Flávio, estes formulários, supostamente secretos, eram conhecidos apenas pelos sacerdotes, sua publicação teria permitido que outras pessoas pudessem estudá-los. Independentemente da veracidade desta tradição, na altura do séc a.C. os juristas eram ativos e escreveram um grande número de tratados sobre direito. Dentre os juristas famosos da época da República estão Quinto Múcio Escévola, autor de um volumoso tratado sobre todos os aspectos do direito que veio a ser muito influente posteriormente, e Sérvio Sulpício Rufo, amigo de Cícero. Assim, Roma já havia desenvolvido um sistema de direito e uma cultura jurídica sofisticados quando a República Romana foi substituída pelo Principado, em 27 a.C..

### Período clássico
Os primeiros 250 anos da era cristã foram o período no qual o direito e a ciência jurídica romanos atingiram o mais alto grau de desenvolvimento de sua civilização. A época costuma ser chamada de período clássico do direito romano, que alcançou um caráter único dado pelas realizações literárias e práticas dos juristas romanos.
Segundo Wolkmer "O direito de então apresenta um caráter essencialmente laico e individualista, cuja interpretação de suas fontes, cada vez mais de natureza legislativa do que consuetudinária, compete a um corpo de profissionais especializados os juris consultores".
Estes trabalhavam em diferentes funções: proferiam pareceres, a pedido de particulares; aconselhavam os magistrados responsáveis pela administração da justiça, como os pretores; auxiliavam os pretores a preparar seus editos, anunciados publicamente no início do mandato pretoriano e que continham uma explicação de como exerceriam suas funções e um formulário de procedimentos judiciais. Alguns juristas também ocupavam altos cargos judiciais e administrativos, como o Cônsul, que exercia o comando militar e em casos de guerra ou impedimento de um dos cônsules eram substituídos por um ditador, além do Edil, responsável por fiscalizar o comércio e conduzir a cidade, Censor, encarregado de contar a população, fiscalizar os candidatos e vigiar a conduta moral do povo, Questor, cobrava os impostos e custodiava o patrimônio romano.
O principal ponto para as inovações nesse período foi devido ao trabalho realizado pelos pretores, o trabalho dos pretores não era como o do juiz atualmente, os pretores não colhiam provas, eles procuravam entender as duas partes e decidir como o processo seria julgado, a partir daí entrava o iudex que com base nas informações dadas pelo pretor, iria julgar a causa.
O pretor tinha um poder denominado então imperium, poder este que foi ampliado pela Lei Aebutia, no século II a.C., que lhe atribui maiores poderes discricionários, para resolver sobre as omissões e detalhes que as leis, por serem gerais, não podiam prever. É por isso que o pretor, quando apreciava as alegações das partes e preparava-se para fixar as diretrizes do julgamento do iudex, podia dar-lhe certas instruções sobre como ele deveria apreciar algumas questões jurídicas. E ele fazia isto por escrito, por meio de documentos solenes chamados de formula, na qual podia introduzir algumas novidades, que não eram previstas no antigo ius civile, o direito das antigas leis escritas e grafadas em blocos de bronze.
A fórmula era o elemento marcante do processo formulário, representava o documento escrito elaborado por acordo entre as partes e pelo magistrado, nela se fixava o ponto litígios e se outorgava ao juiz popular o poder para condenar ou absolver o réu. Sendo assim o juiz popular somente poderia julgar de acordo com o que estava delimitado na fórmula. Os romanistas reconhecem que a natureza jurídica desse processo é privada, de caráter arbitral.
Os juristas produziram todo tipo de comentários e tratados de direito. Em cerca de 130 a.C., Sálvio Juliano escreveu um edito pretoriano padronizado, que foi utilizado por todos os pretores a partir de então. O edito continha descrições detalhadas de todos os casos nos quais o pretor permitiria uma ação judicial ou uma defesa. O edito padrão funcionava como um abrangente código legal, embora não gozasse, formalmente, da força de lei. Indicava os requisitos para uma reivindicação legal bem-sucedida e tornou-se a base dos amplos comentários jurídicos de juristas como Paulo e Domício Ulpiano.
Os conceitos e instituições jurídicas desenvolvidos pelos juristas pré-clássicos e clássicos são muito numerosos para mencionar aqui. Alguns exemplos:
- os juristas romanos separavam claramente o direito de usar uma coisa (propriedade) da habilidade factual de usá-la e manipulá-la (posse). Também distinguiam entre contrato e delito como fontes de obrigações civis;
- os contratos nominados (venda, trabalhista, aluguel, prestação de serviços), presentes na maioria dos códigos civis modernos, foram desenvolvidos pelos juristas romanos;
- o jurista clássico Caio (cerca de 160 d.C.) inventou um sistema de direito privado baseado na divisão entre personae (pessoas), res (coisas) e actiones (ações judiciais). Este sistema foi usado por vários séculos e pode ser reconhecido em leis modernas como o código civil francês.

Ao longo do tempo o trabalho dos pretores e dos jurisconsultos foi se reduzindo e o imperador tomando mais conta do poder, marcando assim o fim do período clássico.

### Período pós-clássico
Inicia-se aproximadamente no  século III, passa a ser elaborado quase que exclusivamente pelo estado, nesse período surge o processo extraordinário, que se assemelha com o processo moderno, em que o autor mostrava os fatos ao magistrado que nomeava um funcionário para acompanhar o autor durante a denúncia, o processo caminhava diante desse mesmo magistrado, sem a necessidade de um juiz popular.
Em meados do século III, a situação política e econômica do Império Romano havia se deteriorado, dificultando as condições para o desenvolvimento do direito. O sistema político do principado, que preservara algumas características da constituição da república, transformou-se na monarquia absoluta do dominato.
Um principal acontecimento desse período é quando os bárbaros invadiram o Império Romano do Ocidente em 476, período que marca a decadência do direito em Roma, pois os bárbaros passam a vulgarizar o direito em romano, colocando suas características no processo. Neste período surgem os juízos de Deus, realizados por juízes que não possuíam o mínimo de competência para o cargo, que antes de proferirem a sentença, por exemplo, “o acusado era obrigado a segurar nas mãos nuas uma barra de ferro incandescente. Se depois alguns dias a mão não estivesse infeccionada, o acusado era absolvido, porque Deus o tinha protegido”. O estudo do direito decaiu ao ponto de ser ensinado em escolas de artes, com noções jurídicas errôneas, neste período é quase nula a produção literária. Embora a ciência e a educação jurídicas se mantivessem, em certa medida, no Império Oriental, no ocidente a maior parte das sutilezas do direito clássico perdeu-se. Este foi substituído pelo chamado direito vulgar. Os escritos dos juristas clássicos foram editados para adaptar-se à nova situação política.    
O Direito de Propriedade
No último período da República, surgiu uma unidade semelhante à definição de propriedade na época; a relação in bonis habere, tutelada pelo pretor que a assegurava mediante a concessão de uma série de ações e exceções fundadas no edito pretoriano. In bonis habere, denominada propriedade pretoriana ou bonitária, era exercida sobre a propriedade quiritária, havendo assim, dois tipos de proprietários: o quiritário ( nudum ius, em latim "lei nua", ou seja, uma lei desprovida de conteúdo), era aplicado para imóveis e móveis entretanto, apenas cidadãos romanos poderiam usucapir; e o bonitário: exercendo todos os direitos, exceto pelo de "alienação per vindication" (obrigado por reivindicação), podendo se transformar em propriedade quiritária pelo usucapião.

### Período Justiniano
Justiniano governou o Império Romano do Oriente e tinha como principal objetivo aplicar uma ampla reforma legislativa. Por isso em 528 nomeou uma comissão para realizar um compilado das constituições imperiais até então vigentes, tendo em 534 lançado a versão final deste compilado, chamado de Codex.
Justiniano nomeou uma comissão, com o intuito de reunir as obras dos jurisconsultos mais importantes, compilar as mesmas, harmonizar as controvérsias existentes entre elas e as atualizar para os princípios do direito atual. Esse compilado ficou conhecido como Digesto, é composto de 50 livros em que foram selecionados trechos de cerca de 2 000 livros.
Ao mesmo tempo, em 533, os jurisconsultos Triboniano, Teófilo e Doroteu publicaram um manual de introdução ao direito (destinado a estudantes), denominado de Instituições, e após a elaboração dessas compilações, Justiniano expediu constituições imperiais, que modificaram as legislações até então vigentes (entre 535 a 565), em número de 177. Após a sua morte, as mesmas foram compiladas e receberam o nome de Novelas.
O conjunto de obras do período Justiniano, são o Codex (12 livros), Digesto (50 livros), Institutas e as Novellae. O conjunto destas obras é chamado de Corpus Juris Civilis (corpo do direito civil).

## O direito romano após a queda de Roma

### No oriente
Quando o centro do império foi transferido para o Oriente grego no século IV, muitos conceitos jurídicos de origem grega apareceram na legislação oficial romana. A influência é visível até mesmo no estatuto pessoal e no direito de família, áreas do direito que tradicionalmente evoluem mais devagar. Por exemplo, Constantino introduziu restrições ao antigo conceito romano de patria potestas, ao aceitar que pessoas in potestate pudessem ter direitos de propriedade. Seus sucessores foram além, até que Justiniano I finalmente decretou que uma criança in potestate passaria a ser dona de tudo que adquirisse, exceto quando adquirisse algo de seu pai. O Corpo de Direito Civil de Justiniano continuou a ser a base da prática jurídica no império ao longo da história bizantina. Leão III, o Isauro, promulgou um novo código, a Écloga, no início do século  VIII. No século seguinte, os imperadores Basílio I e Leão VI, o Sábio providenciaram uma tradução combinada do Código e do Digesto de Justiniano para o grego, a chamada Basílicas. O direito romano preservado nos códigos de Justiniano e na Basílicas continuaram a ser a base da prática jurídica na Grécia e nas cortes da Igreja Ortodoxa até mesmo após a queda do Império Bizantino e sua conquista pelos turcos. Também formaram a base do Fetha Negest, que vigorou na Etiópia até 1931.

### No ocidente
No ocidente, a autoridade de Justiniano I chegava apenas a certas partes das penínsulas Itálica e Ibérica. Os reis germânicos promulgaram códigos legais, alguns dos quais sofreram a influência dos códigos romanos orientais. Em muitos casos, os cidadãos romanos continuaram a ser regidos pelas leis romanas, enquanto que os membros das diversas tribos germânicas eram regidos por seus respectivos códigos. O Código e as Institutas eram conhecidos da Europa Ocidental (embora com pouca influência no início da Idade Média), mas o Digesto foi ignorado por muitos séculos.

## O ressurgimento do direito romano
O direito romano é “descoberto” para estudo, na Itália quando o monge Irnério que no século XII funda a escola dos Glossadores em Bolonha (Itália), com objetivo de reorganizar as normas para poder aplica-las, utilizando manuscritos do Digesto.
A partir de então, os juristas começaram a estudar os antigos textos legais romanos e a ensiná-los. Os estudiosos do Corpo de Direito Civil, chamados glosadores, anotavam comentários entre as linhas dos livros (glosas interlineares) ou nas margens (glosas marginais). O centro destes esforços era a cidade de Bolonha, cuja faculdade de direito veio a se tornar uma das primeiras universidades da Europa.
Nos séculos XII e XIII, foi fundada a escola dos pós-glosadores que realizavam comentários sobre o Corpos Iuris Civilis, fazendo com que o direito romano pudesse ser utilizado como base para o direito moderno.
Os estudantes de direito romano em Bolonha (e, posteriormente, em muitos outros lugares) descobriram que muitas regras de direito romano aplicavam-se melhor às transações econômicas complexas do que as normas costumeiras então em voga na Europa. Dessa forma, o direito romano, ou pelo menos algumas de suas regras, foi aos poucos reintroduzido na prática jurídica, séculos após a queda do Império Romano do Ocidente. Este processo era apoiado pelos reis e príncipes, que mantinham juristas como conselheiros e funcionários da corte, e que buscavam beneficiar-se de regras como a Princeps legibus solutus est ("o príncipe está desobrigado de todas as leis").
Conforme Wolkmer "O pleno renascimento da atividade jurisprudencial nos séculos XIII e XIV apresentou como característica básica: a) unidade e ordenação das diversas fontes do direito (direito romano-justinianeu, direito canônico e direitos locais); b) unidade do objeto da ciência jurídica (a jurisprudência romano-justianéia); c) unidade quanto aos métodos científicos empregados pelos juristas; d) unidade quanto ao ensino jurídico, comum por toda a Europa continental; e) e a difusão de uma literatura especializada escrita em uma língua comum, o latim."
O ius civile se desenvolveu para regular as relações econômicas entre os cidadãos romanos, desta forma são notáveis as contribuições desse povo para o direito.

### Hoje
Nos dias de hoje, o direito romano não é aplicado em nenhuma jurisdição, embora os sistemas jurídicos de alguns países como a África do Sul e São Marinho, ainda sejam baseados no antigo jus commune. Muitas regras derivadas do direito romano ainda se aplicam às ordens jurídicas de diversos países, que o incorporaram de um modo mais sistemático e expresso em suas línguas nacionais.
Por este motivo, o estudo do direito romano ainda é considerado indispensável à correta compreensão dos sistemas jurídicos de hoje. Com frequência, o direito romano é uma disciplina obrigatória para os estudantes de direito nos países que adotam o sistema jurídico romano-germânico. O direito romano é uma legislação que não mais vigora. A última nação na qual vigorou foi a Alemanha, até 1º de janeiro de 1900, sob o título de Direito das Pandectas, parte principal da legislação alemã. Nesse dia, entrou em vigor o código civil alemão. No entanto, o ensino do direito romano figura nos cursos de direito de algumas faculdades de muitos países civilizados, embora suas legislações não apresentem pontos de semelhança com as leis romanas. A razão desse fato consiste em que nenhuma outra legislação se equipara ao direito romano, como instrumento de educação jurídica, pois ele é o mais adequado para fazer compreender o fenômeno do direito e para formar hábitos de raciocínio, necessários ao estudo de qualquer parte da ciência jurídica, o que se pode verificar de várias maneiras.
O estudo do direito romano coloca, sob as nossas vistas o exemplar de um direito que, em qualquer época em que se considere, representa uma perfeição relativa, pela sua conveniência ou adaptação ao estado da sociedade. Nos períodos mais remotos de sua vida, o direito romano corresponde a condições sociais muito diferentes das atuais, e assim seu estudo ou contemplação pode impressionar o nosso espírito, provocando aquelas atividades que pressupõe uma afinidade maior ou menor, entre o passado e o presente.
Mas, se o considerarmos na sua maturidade ou pleno desenvolvimento, que inicia com o fim da república, quando domina uma vasta, cada vez mais ampla e, com Caracala, quase ilimitada extensão territorial, cheia daquela civilização que relaciona a sociedade antiga com a atual, então, ele provoca necessariamente a nossa admiração e se torna nosso mestre e fonte de inspiração. Considerando em seu conjunto ele se apresenta como um direito que se adepta as condições humana, sem renegar o ideal que pretende objetivar; cuida tanto da liberdade como da disciplina das relações, e, portanto, do indivíduo e da sociedade. Satisfaz a todos os interesses, dos menores aos maiores, aos morais e aos materiais, na proporção de seus valores; submete a regra imposta, pelos casos comuns, as exigências dos casos particulares, sem se tornar enfraquecido ou inseguro, para que dá razão aos fortes, mas não deixa indefesos os fracos, onde a defesa possa tornar-se útil; permanece firme sobre a sólida base de poucos institutos, apresentando simplicidade, variedade e harmonia de estrutura e é inteiramente animado pelas necessidades, pelos sentimentos e pelas ideias próprias dos homens dignos, sob todos os aspectos.